# Milititsa somaliensis
Milititsa somaliensis är en insektsart som beskrevs av Burr 1900. Milititsa somaliensis ingår i släktet Milititsa och familjen vårtbitare. Inga underarter finns listade i Catalogue of Life.